# 크리스토퍼 B. 던칸

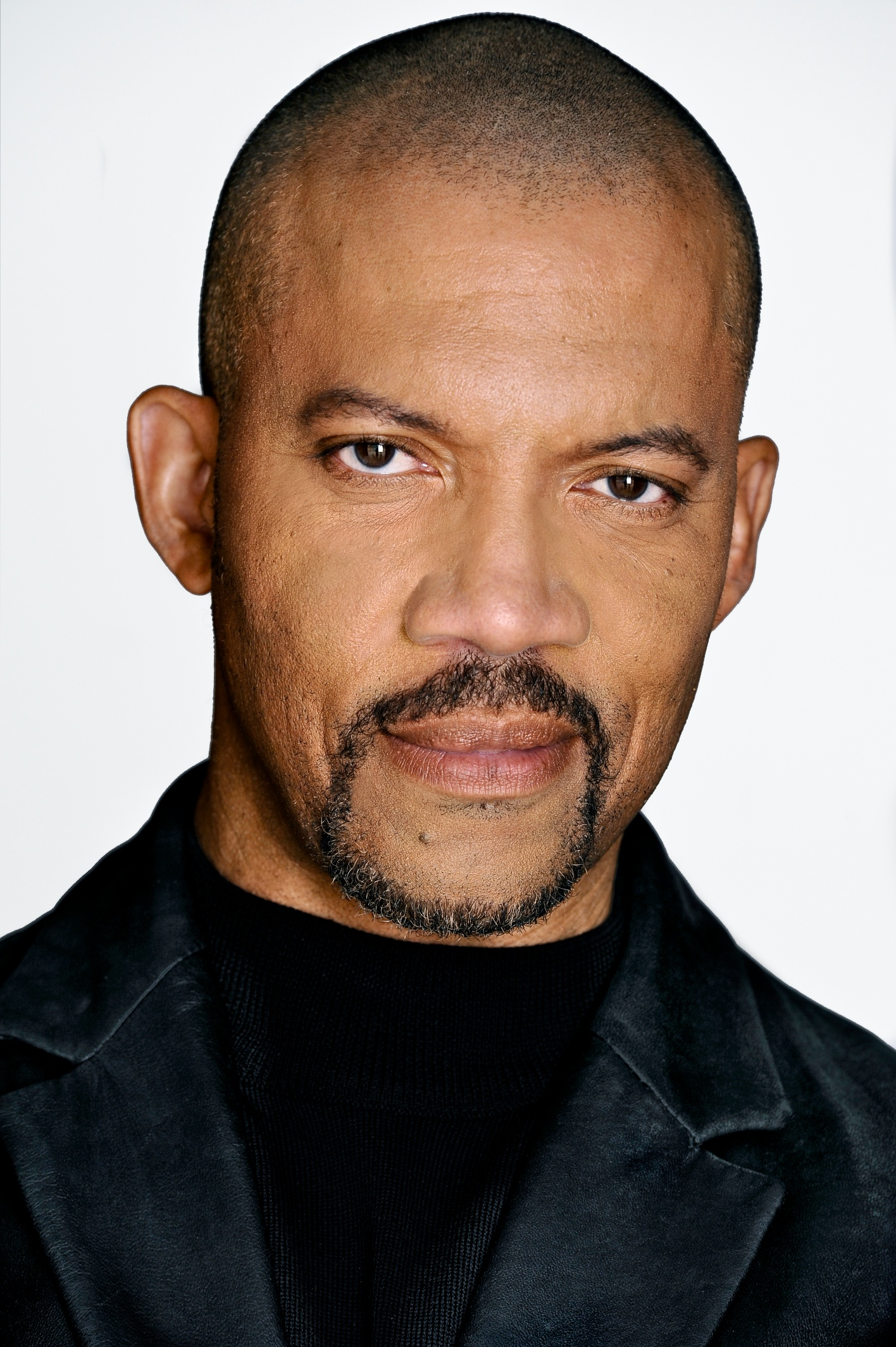

크리스토퍼 B. 덩컨(Christopher B. Duncan, 1970년 3월 4일 ~ )은 미국의 배우이다.
링컨에서 태어났다.

## 출연 작품

### 영화
- 버닝 시티 (1996)
- 쓰리 킹즈 (1999)
- 수라의 무리 (2000, Gedo)
- 존슨 가족의 휴가 (2004, Johnson Family Vacation) - 스탠 역
- Fair Game (2005) - 마커스 역
- 내 이름은 칸 (2010) - 버락 오바마 대통령 역
- Ticket Out (2012)
- 더 콩그레스 (2013) - 크리스토퍼 라인 역
- Feeding Mr. Baldwin (2013)
- 3 프롬 헬 (2019)

### 텔레비전
- Coach (1990-95)
- 더 디스트릭트 (2001-04)
- 베로니카 마스 (2004년)
- 더 제이미 폭스 쇼 (1996년)
- 닥터슬론 (1993년)
- 우리 생애 나날들 (1965년)
- 제인 바이 디자인
- D.C. 특수수사대 시즌3